# Australphilus
Australphilus là một chi bọ cánh cứng trong họ Dytiscidae.
Chi này được Watts miêu tả khoa học năm 1978.

## Các loài
Các loài trong chi này gồm:
- Australphilus montanus Watts, 1978
- Australphilus saltus Watts, 1978